# 鈴木淳 (ベーシスト)
鈴木 淳（すずき じゅん、1968年7月18日 - ）は、日本のミュージシャン。宮城県仙台市生まれ、千葉県出身。元チューインガム・ウィークエンドのベーシスト。裸眼2.0（マキノゲン from ザ・カスタネッツ with 鈴木淳）としてベースを担当。

## 来歴
- 1998年夏、チューインガム・ウィークエンド活動中に、前サポートベーシスト鹿島達也の後任サポートベーシストとしてthe pillowsのレコーディング・ライブ活動に参加。
  - レコーディングへの参加は1999年7月リリースのシングル「カーニバル」が初。
- 2001年のチューインガム・ウィークエンド解散後、the pillowsのサポートベースの傍ら、ソロプロジェクト「fragments」の活動を始める。
  - 「fragments」と同名のバンドが存在するが、別人である。
- 2010年よりカミナリグモのサポートベーシストを務める。
- 2014年、ザ・コレクターズのライブ6本のサポートベースを務める。同年末、素行不良を理由に事務所を解雇され、the pillowsのサポートメンバーを離れた[1]。
- 2016年、自身の新バンド「SABAH」（Vo&G:ひらまみきお、B:鈴木淳、D:中畑大樹）を結成したが、2017年2月5日以降ライブ活動などに関するアナウンスや公式Twitterの更新が途絶え、事実上の活動休止状態となっている。
- 2018年、西早稲田に自身がオーナーを務めるアコースティックライブパブ「BLAH BLAH BLAH」をオープンした[2]。

## 人物
- メインベースは1974年製のフェンダー・ジャズベース（ブラックフィニッシュ、鼈甲ピックカード、メイプル指板仕様）。オリジナルのピックガードは取り外され、サンバーストのジャズベースから赤鼈甲のピックガードが移植されている。サブベースとして同年代製のプレシジョンベース（ナチュラルフィニッシュ、ブラックピックガード、メイプル指板仕様）も所有。
- プレイスタイルは基本的にピック弾きだが、一部の曲では指弾きもこなす。また、ベース演奏時にはピッキングのムラを防ぐため必ずリストバンドをつけているほか、足を大きく広げているのも特徴。
- the pillowsにおいてはサポートメンバーという立場上、雑誌などメディアのインタビューには基本的に応じず、PVにも登場しない。ただし、「ターミナル・ヘヴンズ・ロック」「Tokyo Bambi」「Last Holiday」「Revival」「都会のアリス」「クオーター莫逆の友」のPVには出演している。
- 趣味はサッカーと野球。広島東洋カープのファン。
- the pillows担当ディレクターと名前が同音異字のため（ディレクターの漢字は「鈴木潤」）、しばしば同一人物と勘違いされることがある。the pillowsの作品クレジットではJUN SUZUKI(fragments)と表記されている。
- ライブでは仙台生まれ千葉育ちと何度か発言している。仙台のライブには彼の両親が見に来ていることがあり、ステージから呼びかけるなどしている。

## 作品
- this is the night (2003年2月14日)
  - 4曲入りミニアルバム。ライブ会場＆通信販売にて限定発売し、完売。
- my room is delicious vol.1 (2002年1月23日)
  - DELICIOUS LABEL所属ミュージシャンによるコンピレーション・アルバム。M-1「delicious & vacant」、M-2「DUB PHANTOM」の2曲を収録。
- MY ROOM IS DELICIOUS VOL.2 (2002年9月25日)
  - コンピレーション・アルバム。M-9「DEAR」、M-10「BLUE MOON」の2曲を収録。
- GO! DELICIOUS GO! (2005年11月2日)
  - コンピレーション・アルバム。M-7「unlucky days」、M-8「oh my god」の2曲を収録。

在籍するバンドの作品については、以下のページに詳しい記述がある。
- the pillows - the pillows#作品
- カミナリグモ - カミナリグモ#ディスコグラフィ